# Blue Seduction
Blue Seduction é um filme dirigido por Timothy Bond, que conta história de um compositor de meia idade que se encontra preso a uma sedutora jovem, uma vocalista sexy que está à procura dos seus quinze segundos de fama.

## Sinopse
Um compositor de meia idade encontra-se preso a uma sedutora jovem, uma vocalista sexy que está à procura dos seus quinze segundos de fama.
Miley Taylor, foi um cantor muito popular da banda rock and roll, “The Saints”, viveu uma vida de sexo, drogas e rock and roll, até ao dia em que ele conheceu Joyce, uma correctora de imóveis. Joyce foi fundamental para Mile moderar os seus diversos vícios, sempre a apoia-lo, mas depois de o mercado imobiliário sofrer uma queda acentuada, Mike teve que voltar a escrever canções para a gravação de um novo álbum com os seus ex-parceiros Stanley e Dickie.
Mikey, agora conhecido como Mike Taylor, está no estúdio à espera de escolher as novas faixas, quando Matty Mcpherson, surpreendentemente jovem e bonita, se apresenta como uma nova cantora em início de carreira. Quando ela começa a cantar, há uma atracção imediata entre Mike e Matty. É então que Matty segue Mike até ao hotel onde ele se encontra hospedado, com o objectivo de o seduzir.

## Elenco
- Billy Zane....Mikey Taylor
- Estella Warren....Matty
- Jane Wheeler....Joyce
- Bernard Robichaud....Stanley
- Robbie O'Neill....Dickie Kline